# SN 2003gx
SN 2003gx – supernowa typu II odkryta 3 sierpnia 2003 roku w galaktyce M+06-03-07. W momencie odkrycia miała maksymalną jasność 18,60m.